# Hyposoter ruficrus
Hyposoter ruficrus là một loài tò vò trong họ Ichneumonidae.